# Папуз-Лейк
Папуз-Лейк — высохшее солёное озеро, расположенное в округе Линкольн, штат Невада, США. Ложбина находится на участке земли, называемом «Зона 51» и является запретной зоной. Расположено в нескольких километрах к юго-западу от озера Грум-Лейк, рядом с одноимённым горным хребтом Папуз.
Возле озера якобы находится комплекс «Сектор 4», в котором, по утверждению Боба Лазара, проводились исследования инопланетных технологий.